# Women’s Sunday

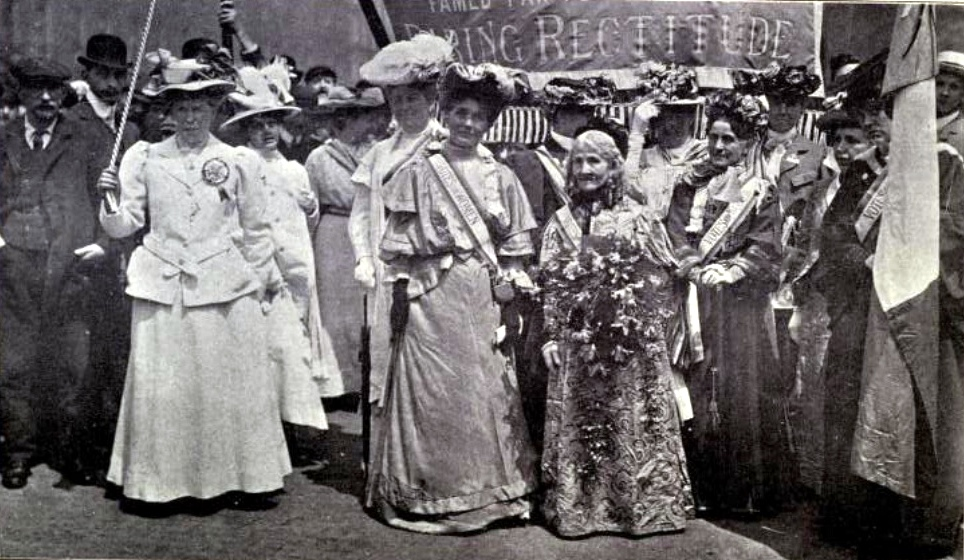
Spitze einer Prozession mit Emmeline Pankhurst

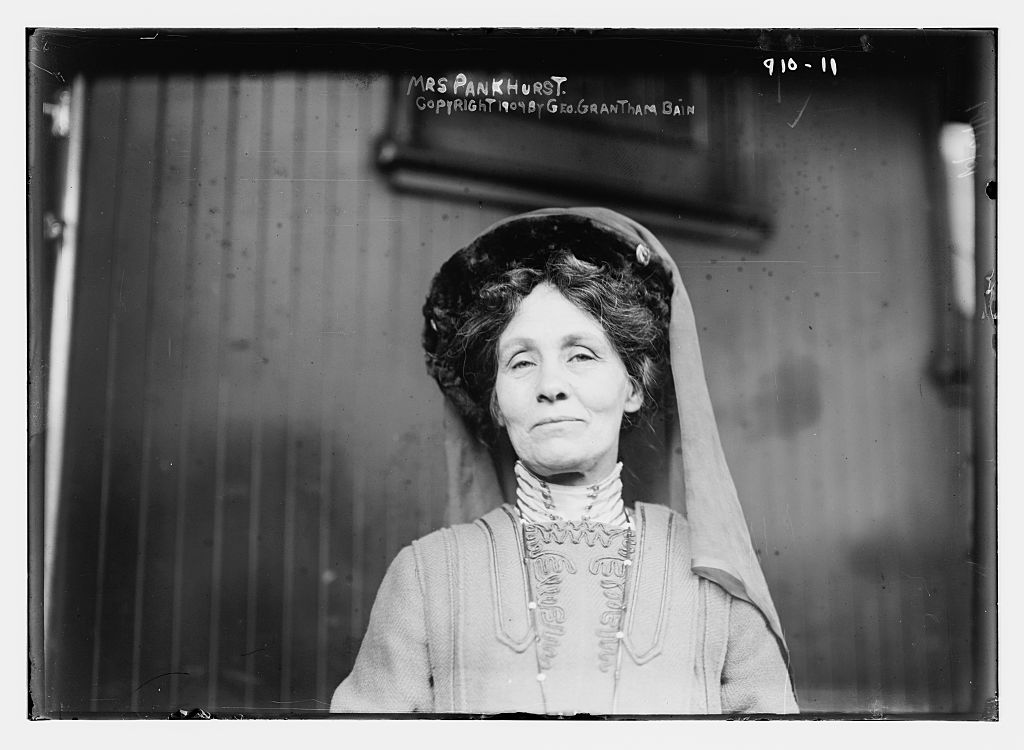
Emmeline Pankhurst (1909)

Women’s Sunday (deutsch: Sonntag der Frauen) war ein Sternmarsch englischer Suffragetten in London am 21. Juni 1908 mit anschließender Kundgebung. Organisiert wurde er von Emmeline Pankhursts Women’s Social and Political Union (WSPU), um die liberale Regierung unter Herbert Henry Asquith dazu zu bringen, das Frauenwahlrecht zu unterstützen. Der Marsch gilt als die größte Demonstration jener Zeit im Vereinigten Königreich mit bis zu einer halben Million Frauen und Männer aus dem ganzen Land. 30.000 Frauen zogen in sieben Demonstrationszügen zum Hyde Park und trugen dabei 700 Banner. Auf einem davon stand: „Not chivalry but justice“ (dt.: „Keine Ritterlichkeit, sondern Gerechtigkeit“).

## Die Demonstrationszüge

### Vorbereitungen
Das Großereignis wurde von Emmeline Pethick-Lawrence organisiert, der Schatzmeisterin der WSPU, und zeigte zum ersten Mal in der Öffentlichkeit die WSPU-Farben Purpur, Weiß und Grün. Frauen wurden gebeten, weiße Kleider zu tragen, und in den Tagen vor dem Ereignis boten die Geschäfte in den Auslagen Kleider für Teilnehmerinnen an. Die Zeitung Daily Chronicle notierte: “White frocks will be prominent in the windows with a plentiful supply of dress accessories in violet and green.” (deutsch: „Weiße Kleider werden in den Schaufenstern hervorstechen, mit einem üppigen Vorrat an Accessoires in Violett und Grün.“) In den zwei Tagen vor dem Ereignis wurden über 10.000 Schals in diesen Farben verkauft, jeder zu zwei Schilling und elf Pennys. Die Männer trugen Krawatten in diesen Farben.

### Sieben Demonstrationszüge

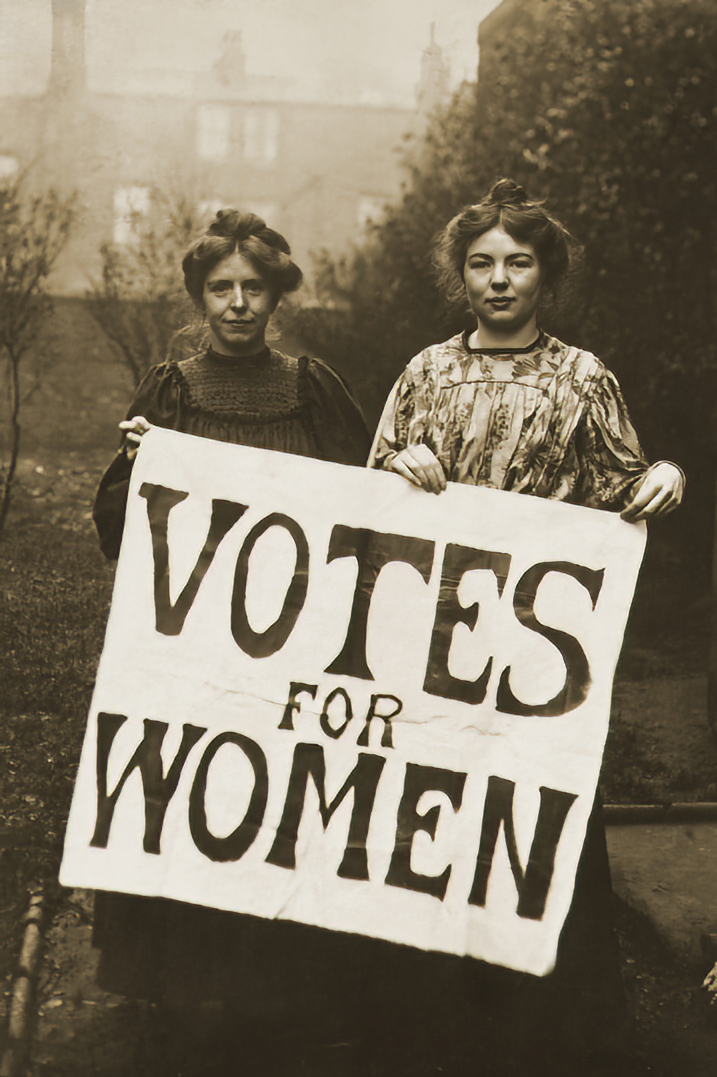
Annie Kenney (links) und Christabel Pankhurst zeigen 1908, worum es geht.

Ordner nahmen die Teilnehmer an den Bahnhöfen in Empfang, als sie in Sonderzügen aus dem ganzen Vereinigten Königreich ankamen. Ungefähr 30.000 Frauen marschierten zum Hyde Park in sieben Demonstrationszügen, von dem jeder von einem Chief Marschal angeführt wurde, auf den dann die Group Marshals, Captains und Banner Marshals folgten. Emmeline Pankhurst, in Purpur gekleidet und begleitet von Elizabeth Wolstenholme-Elmy, führte einen Zug ab Euston Road an. Von Paddington aus führte Annie Kenney die Frauen aus Wales, den Midlands und dem Westen von England an. Christabel Pankhurst and Emmeline Pethick-Lawrence leiteten einen Prozessionszug vom Victoria Embankment. 5000 marschierten von Kensington aus, zusammen mit fünf Blaskapellen.
Unter den Teilnehmern befanden sich unter anderen Sylvia Pankhurst, Maud Pember Reeves, Mary Gawthorpe, Ethel Snowden, Keir Hardie, Hanna Sheehy-Skeffington, George Bernard Shaw, H. G. Wells, Thomas Hardy und Israel Zangwill.

### Zeitungsecho
Im Evening Standard hieß es:
“From first to last it was a great meeting, daringly conceived, splendidly stage-managed, and successfully carried out. Hyde Park has probably never seen a greater crowd of people.”
(deutsch: „Von Anfang bis zum Ende war es ein großartiges Treffen, gewagt konzipiert, prächtig in Szene gesetzt und erfolgreich ausgeführt. Der Hyde Park hat vermutlich nie eine größere Menschenansammlung gesehen.“)